# Conteville (Oise)
Pour les articles homonymes, voir Conteville.
Conteville est une commune française située dans le département de l'Oise en région Hauts-de-France.

## Géographie

### Description

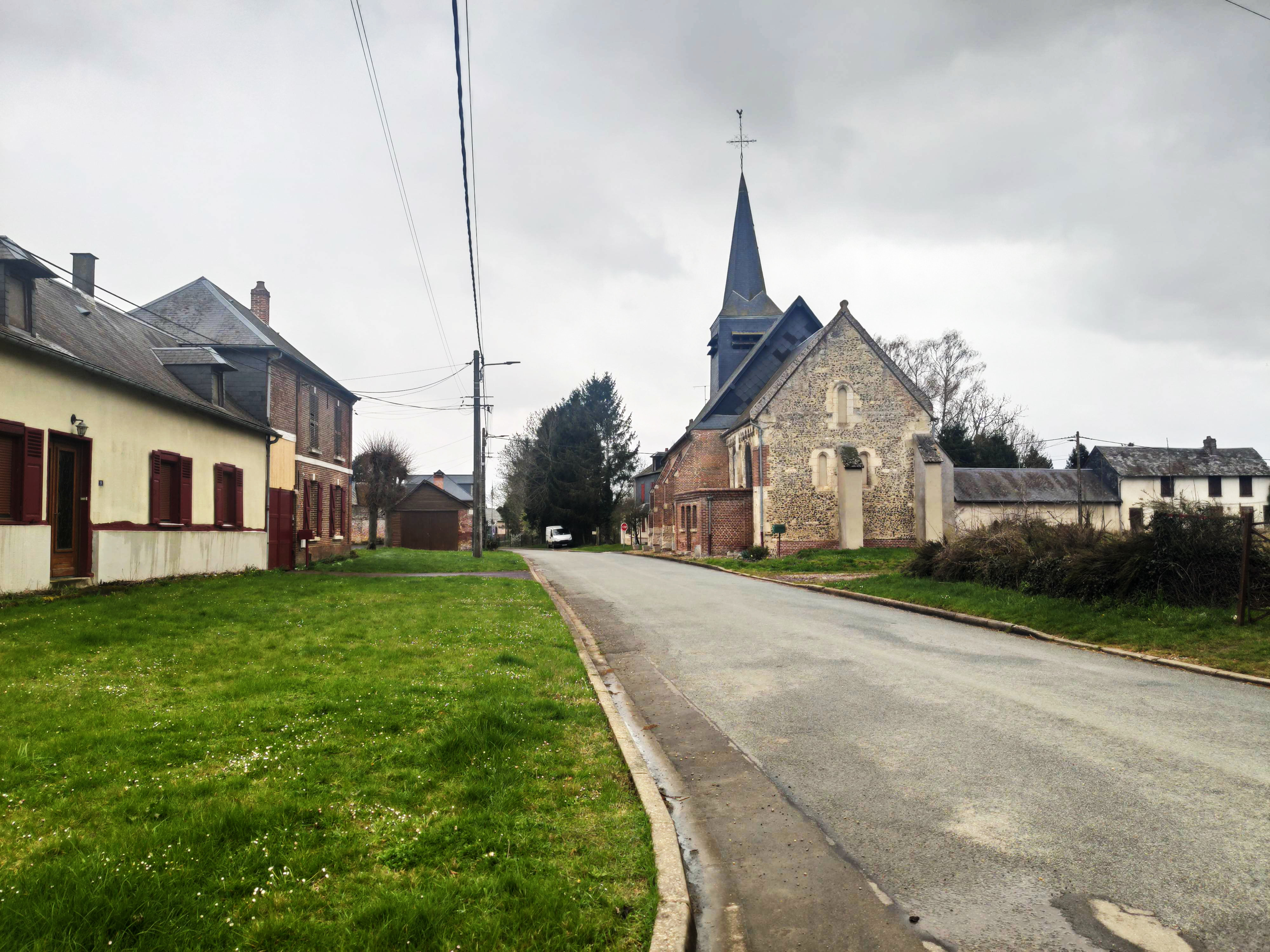
Ambiance de la commune : la rue de la Ville et l'église.

Conteville est un village rural du plateau  picard situé à 5 km au nord de Crèvecœur-le-Grand, 25 km au nord de Beauvais, 72 km au nord-ouest de Rouen et Amiens.à 32 km au sud-est d'Amiens, aisément accessible depuis l'ancienne route nationale 30 (France) (actuelle RD 931).
Au début du XIXe siècle, Louis Graves indiquait que le territoire communal formait « une petite plaine limitée au nord et au midi par deux ravins courant vers l'est ».

### Communes limitrophes
| Sommereux | Le Mesnil-Conteville |                       |
| Le Hamel  | Conteville           | Choqueuse-les-Bénards |
|           | Hétomesnil           | Choqueuse-les-Bénards |

### Hydrographie
La commune est située dans le bassin Artois-Picardie. Elle n'est drainée par aucun cours d'eau.

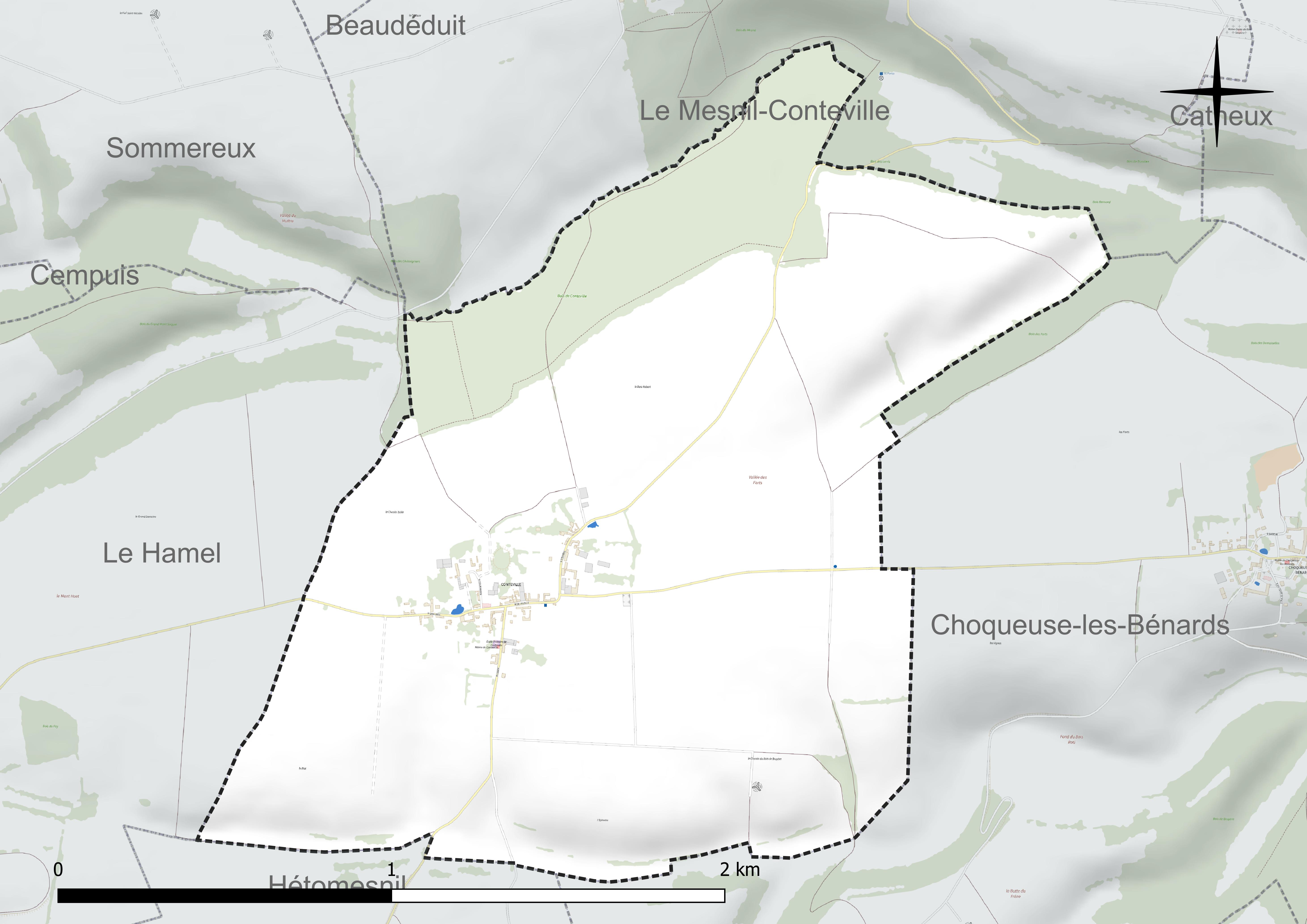
Réseau hydrographique de Conteville.

### Climat
Pour des articles plus généraux, voir Climat des Hauts-de-France et Climat de l'Oise.
En 2010, le climat de la commune est de type climat océanique dégradé des plaines du Centre et du Nord, selon une étude du CNRS s'appuyant sur une série de données couvrant la période 1971-2000. En 2020, Météo-France publie une typologie des climats de la France métropolitaine dans laquelle la commune est exposée à un climat océanique et est dans la région climatique Nord-est du bassin Parisien, caractérisée par un ensoleillement médiocre, une pluviométrie moyenne régulièrement répartie au cours de l'année et un hiver froid (3 °C).
Pour la période 1971-2000, la température annuelle moyenne est de 10 °C, avec une amplitude thermique annuelle de 14,2 °C. Le cumul annuel moyen de précipitations est de 793 mm, avec 12,3 jours de précipitations en janvier et 8,7 jours en juillet. Pour la période 1991-2020, la température moyenne annuelle observée sur la station météorologique la plus proche, située sur la commune de Saint-Arnoult à 16 km à vol d'oiseau, est de 10,4 °C et le cumul annuel moyen de précipitations est de 797,2 mm,. Pour l'avenir, les paramètres climatiques de la commune estimés pour 2050 selon différents scénarios d'émission de gaz à effet de serre sont consultables sur un site dédié publié par Météo-France en novembre 2022.

## Urbanisme

### Typologie
Au 1er janvier 2024, Conteville est catégorisée commune rurale à habitat très dispersé, selon la nouvelle grille communale de densité à sept niveaux définie par l'Insee en 2022.
Elle est située hors unité urbaine. Par ailleurs la commune fait partie de l'aire d'attraction de Beauvais, dont elle est une commune de la couronne,. Cette aire, qui regroupe 162 communes, est catégorisée dans les aires de 50 000 à moins de 200 000 habitants,.

### Occupation des sols
L'occupation des sols de la commune, telle qu'elle ressort de la base de données européenne d'occupation biophysique des sols Corine Land Cover (CLC), est marquée par l'importance des territoires agricoles (85,6 % en 2018), une proportion identique à celle de 1990 (85,6 %). La répartition détaillée en 2018 est la suivante : 
terres arables (70,8 %), forêts (14,4 %), zones agricoles hétérogènes (10,5 %), prairies (4,3 %). L'évolution de l'occupation des sols de la commune et de ses infrastructures peut être observée sur les différentes représentations cartographiques du territoire : la carte de Cassini (XVIIIe siècle), la carte d'état-major (1820-1866) et les cartes ou photos aériennes de l'IGN pour la période actuelle (1950 à aujourd'hui).

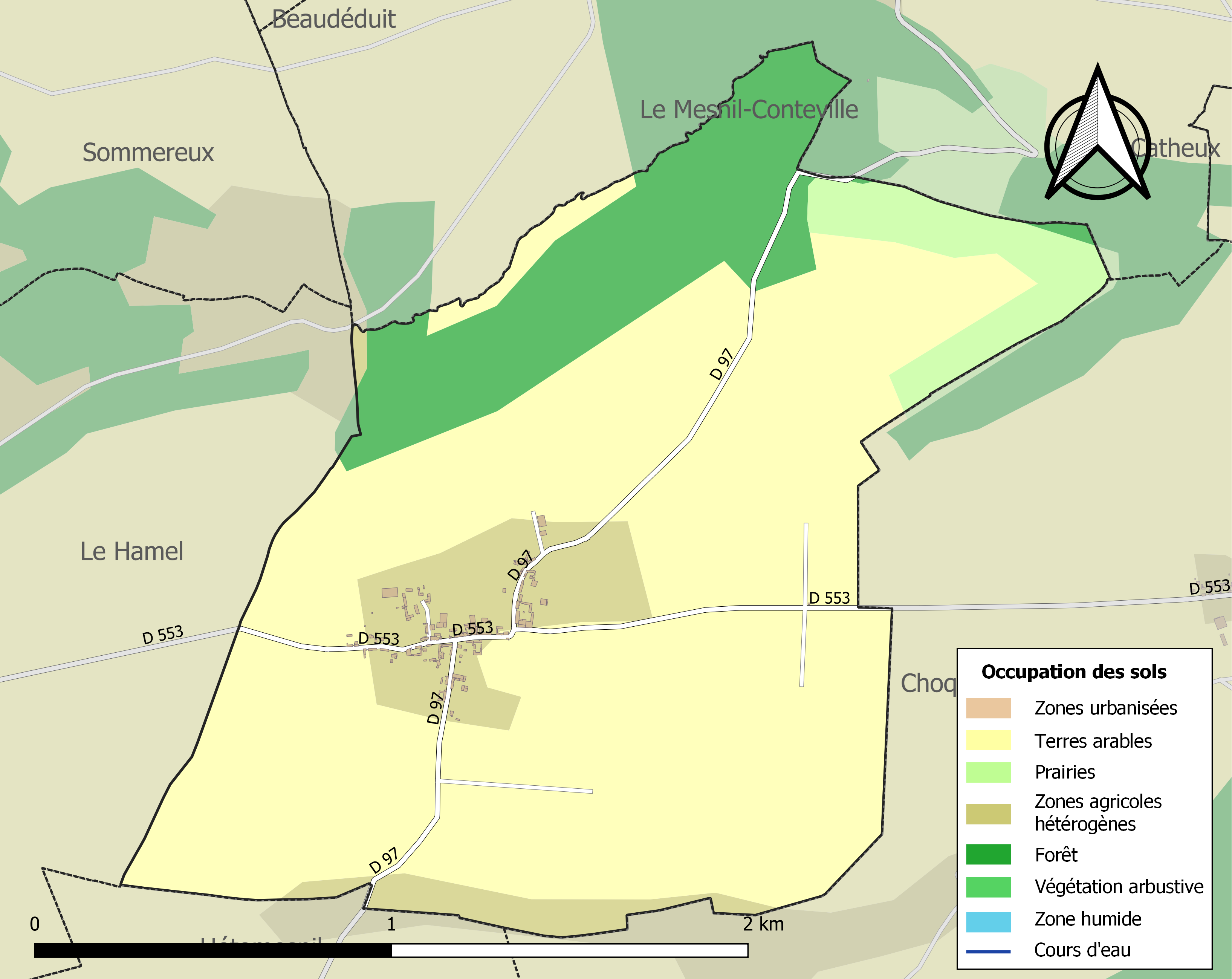
Carte des infrastructures et de l'occupation des sols de la commune en 2018 (CLC).

### Habitat et logement
En 2018, le nombre total de logements dans la commune était de 39, alors qu'il était de 39 en 2013 et de 38 en 2008.
Parmi ces logements, 74,4 % étaient des résidences principales, 12,8 % des résidences secondaires et 12,8 % des logements vacants. Ces logements étaient en totalité  des maisons individuelles.
Le tableau ci-dessous présente la typologie des logements à Conteville en 2018 en comparaison avec celle de l'Oise et de la France entière. Une caractéristique marquante du parc de logements est ainsi une proportion de résidences secondaires et logements occasionnels (12,8 %) supérieure à celle du département (2,5 %) et à celle de la France entière (9,7 %). Concernant le statut d'occupation de ces logements, 86,2 % des habitants de la commune sont propriétaires de leur logement (84,4 % en 2013), contre 61,4 % pour l'Oise et 57,5 pour la France entière.
| Typologie                                               | Conteville | Oise | France entière |
| ------------------------------------------------------- | ---------- | ---- | -------------- |
| Résidences principales (en %)                           | 74,4       | 90,4 | 82,1           |
| Résidences secondaires et logements occasionnels (en %) | 12,8       | 2,5  | 9,7            |
| Logements vacants (en %)                                | 12,8       | 7,1  | 8,2            |

### Voies de communication et transports
La commune est desservie, en 2023, par les lignes 614, 616 et 6109 du réseau interurbain de l'Oise.

## Toponymie
Le nom de la localité est attesté sous les formes inter Contevillam et Salcosas (1119) ; in parrochia comitis ville (1146) ; Comitis villa (1157) ; Contevilla (1160) ; juxta Contevillam (1170) ; apud Contevillam (1169) ; Comtevilla (1180) ; Constanvillaris (1190) ; de Conta villa (XIIe) ; Conteville (1202) ; Nicolaus de conteville (1202) ; Constavilla (1223) ; Cunctivilla (1223) ; Conteilles (vers 1240) ; Conteville le Mesnil (vers 1470).
Il s'agit d'une formation toponymique médiévale en -ville, dont le premier élément Conte- représente un comte non identifié.

## Histoire

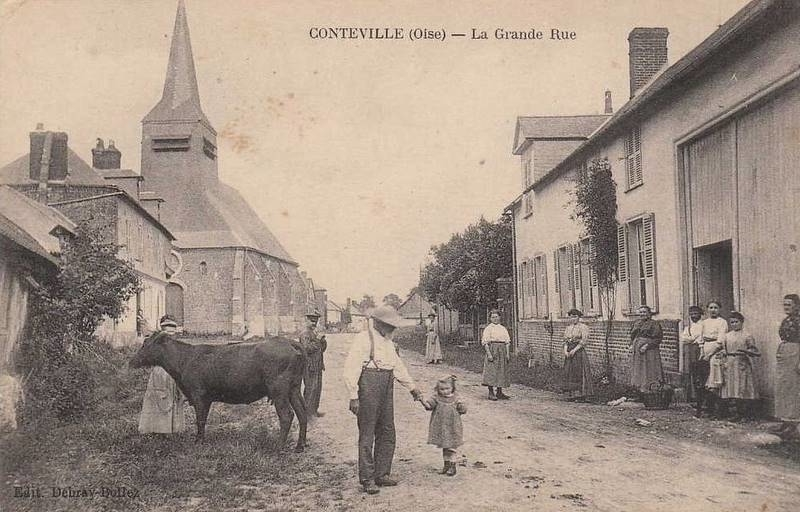
La Grande-rue et l'église, vers 1910.

Sous l'Ancien Régime, le village dépendait de la seigneurie de Crèvecœur-le-Grand.
Louis Graves indique en 1836 « ce village était compris, au onzième siècle, dans la cure de Lihus ainsi que Crèvecœur et Hétomesnil. Il fut donné, en même tems que Lihus, à l'abbaye de Saint-Symphorien de Beauvais par l'évêque Druon, fondateur de ce monastère. Les moines  firent selon l'usage du tems, desservir l'église par un des leurs ; ils obtinrent, en 1157, des lettres d'Henri de France, évêque de Beauvais, portant érection de l'église en une cure dont leur abbé conserva le patronage. Ce bénéfice était sous le titre de Saint-Nicolas. C'est aujourd'hui une succursale qui embrasse dans son étendue la commune de Choqueuse-les-Bénards ».
En 1836, on comptait à Conteville une marnière et un moulin à vent. La population vivait notamment du tissage de la serge et de la fabrication de bonneterie.

## Politique et administration

### Rattachements administratifs et électoraux
La commune se trouve dans l'arrondissement de Beauvais du département de l'Oise. Pour l'élection des députés, elle fait partie de la première circonscription de l'Oise.
Elle faisait partie depuis 1793 du canton de Crèvecœur-le-Grand. Dans le cadre du redécoupage cantonal de 2014 en France, la commune rejoint le canton de Saint-Just-en-Chaussée.

### Intercommunalité
La commune faisait partie de la communauté de communes de Crèvecœur-le-Grand Pays Picard A16 Haute Vallée de la Celle créée fin 1992.
Dans le cadre des dispositions de la loi portant nouvelle organisation territoriale de la République (Loi NOTRe) du 7 août 2015, qui prévoit que les établissements publics de coopération intercommunale (EPCI) à fiscalité propre doivent avoir un minimum de 15 000 habitants, le préfet de l'Oise a publié en octobre 2015 un projet de nouveau schéma départemental de coopération intercommunale, qui prévoit la fusion de plusieurs intercommunalités, et notamment celle de Crèvecœur-le-Grand (CCC) et celle des Vallées de la Brèche et de la Noye (CCVBN), soit une intercommunalité de 61 communes pour une population totale de 27 196 habitants.
Après avis favorable de la majorité des conseils communautaires et municipaux concernés, cette intercommunalité dénommée communauté de communes de l'Oise picarde et dont la commune est désormais membre, est créée au 1er janvier 2017.

### Liste des maires
| Période                                  | Période                       | Identité                 | Étiquette | Qualité                |
| ---------------------------------------- | ----------------------------- | ------------------------ | --------- | ---------------------- |
| Les données manquantes sont à compléter. |                               |                          |           |                        |
|                                          | 1995                          | Michel Vernaelde         |           |                        |
| mars 1995                                | 2014                          | Emile Verbeke            |           |                        |
| 2014                                     | juillet 2020                  | Jean-Pierre Coet         |           | Cadre du secteur privé |
| juillet 2020                             | En cours (au 2 décembre 2021) | Jean Baptiste Carpentier |           | Ouvrier qualifié       |

## Population et société

### Démographie

#### Évolution démographique
L'évolution du nombre d'habitants est connue à travers les recensements de la population effectués dans la commune depuis 1793. Pour les communes de moins de 10 000 habitants, une enquête de recensement portant sur toute la population est réalisée tous les cinq ans, les populations de référence des années intermédiaires étant quant à elles estimées par interpolation ou extrapolation. Pour la commune, le premier recensement exhaustif entrant dans le cadre du nouveau dispositif a été réalisé en 2007.

En 2022, la commune comptait 71 habitants, en évolution de −7,79 % par rapport à 2016 (Oise : +0,87 %, France hors Mayotte : +2,11 %).
| 1793 | 1800 | 1806 | 1821 | 1831 | 1836 | 1841 | 1846 | 1851 |
| ---- | ---- | ---- | ---- | ---- | ---- | ---- | ---- | ---- |
| 364  | 330  | 335  | 363  | 403  | 382  | 370  | 355  | 351  |

| 1856 | 1861 | 1866 | 1872 | 1876 | 1881 | 1886 | 1891 | 1896 |
| ---- | ---- | ---- | ---- | ---- | ---- | ---- | ---- | ---- |
| 317  | 300  | 282  | 235  | 220  | 190  | 185  | 163  | 154  |

| 1901 | 1906 | 1911 | 1921 | 1926 | 1931 | 1936 | 1946 | 1954 |
| ---- | ---- | ---- | ---- | ---- | ---- | ---- | ---- | ---- |
| 120  | 110  | 120  | 103  | 102  | 88   | 81   | 78   | 92   |

| 1962 | 1968 | 1975 | 1982 | 1990 | 1999 | 2006 | 2007 | 2012 |
| ---- | ---- | ---- | ---- | ---- | ---- | ---- | ---- | ---- |
| 86   | 93   | 82   | 68   | 75   | 76   | 79   | 79   | 83   |

| 2017 | 2022 | - | - | - | - | - | - | - |
| ---- | ---- | - | - | - | - | - | - | - |
| 73   | 71   | - | - | - | - | - | - | - |

#### Pyramide des âges
La population de la commune est relativement jeune.
En 2018, le taux de personnes d'un âge inférieur à 30 ans s'élève à 27,4 %, soit en dessous de la moyenne départementale (37,3 %). À l'inverse, le taux de personnes d'âge supérieur à 60 ans est de 24,7 % la même année, alors qu'il est de 22,8 % au niveau départemental.
En 2018, la commune comptait 44 hommes pour 29 femmes, soit un taux de 60,27 % d'hommes, largement supérieur au taux départemental (48,89 %).
Les pyramides des âges de la commune et du département s'établissent comme suit.
| Hommes | Classe d’âge | Femmes |
| ------ | ------------ | ------ |
| 2,3    | 90 ou +      | 0,0    |
| 4,5    | 75-89 ans    | 13,8   |
| 13,6   | 60-74 ans    | 17,2   |
| 29,5   | 45-59 ans    | 24,1   |
| 18,2   | 30-44 ans    | 24,1   |
| 11,4   | 15-29 ans    | 6,9    |
| 20,5   | 0-14 ans     | 13,8   |

| Hommes | Classe d’âge | Femmes |
| ------ | ------------ | ------ |
| 0,5    | 90 ou +      | 1,4    |
| 5,5    | 75-89 ans    | 7,6    |
| 15,6   | 60-74 ans    | 16,3   |
| 20,8   | 45-59 ans    | 20     |
| 19,4   | 30-44 ans    | 19,4   |
| 17,6   | 15-29 ans    | 16,2   |
| 20,6   | 0-14 ans     | 19,1   |

## Culture locale et patrimoine

### Lieux et monuments
- Église Saint-Nicolas, avec un chœur roman formé de deux travées  du début du XIIe siècle en silex , et une nef datée de 1742, surmontée d'une belle charpente en carène.
Elle contient un immense retable d'une qualité exceptionnelle provenant d'Amiens et portant l'inscription suivante  « Présenté par le sieur Jean de Sachy Marguillier et demoiselle Catherine Dufresne sa femme l'an 1654 »[30].

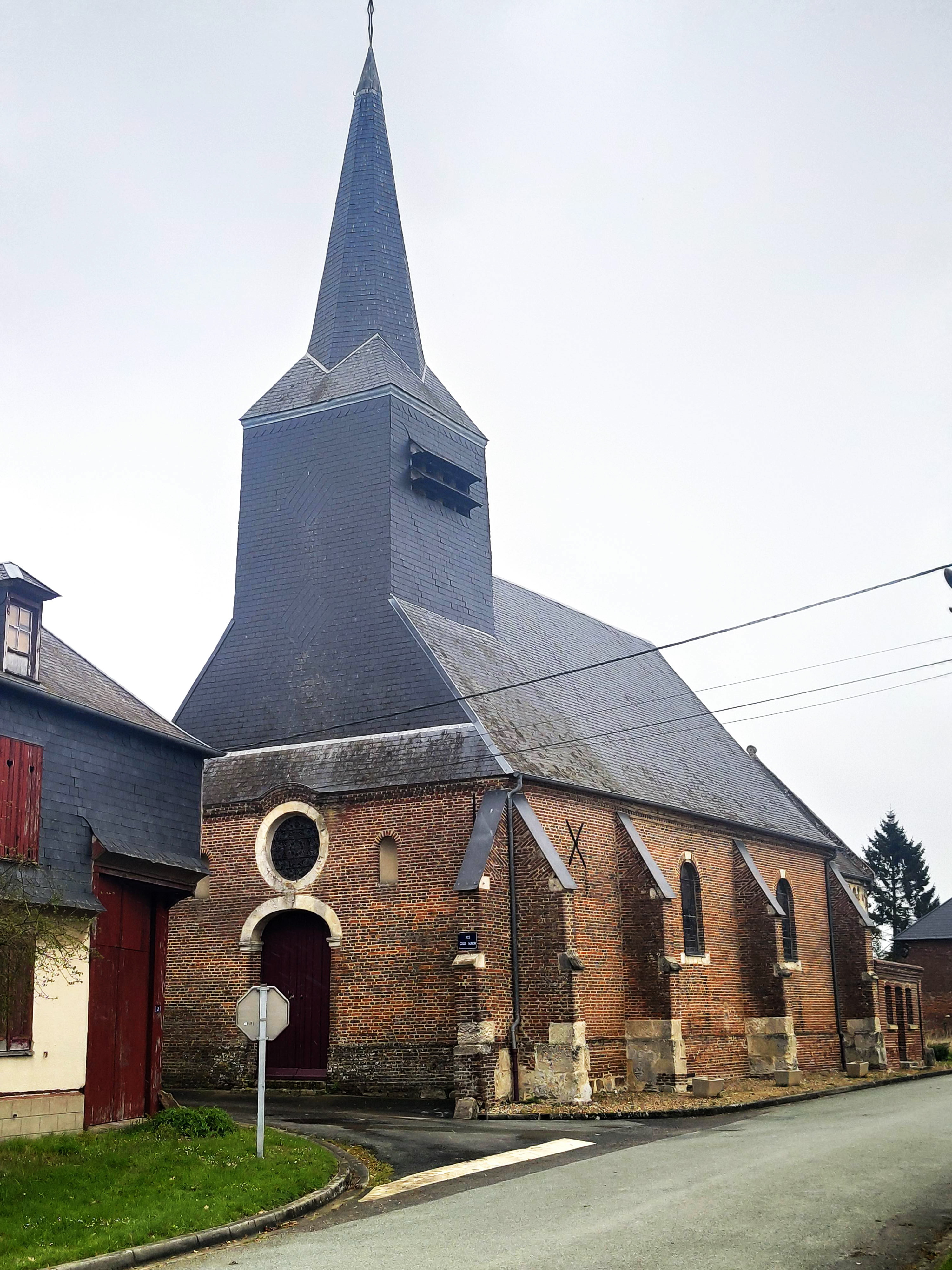
Façade et nef de l'église
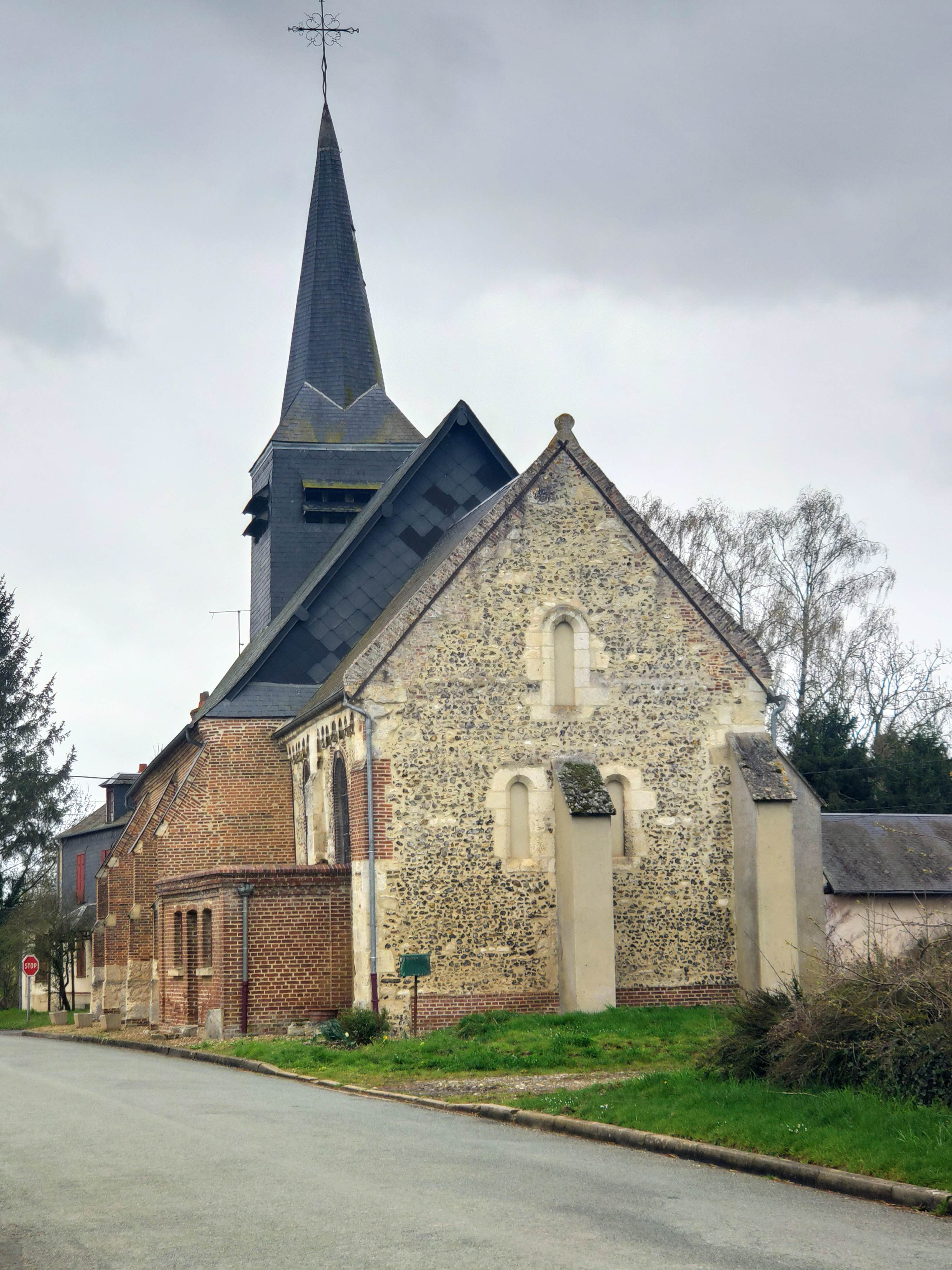
Chœur roman de l'église.
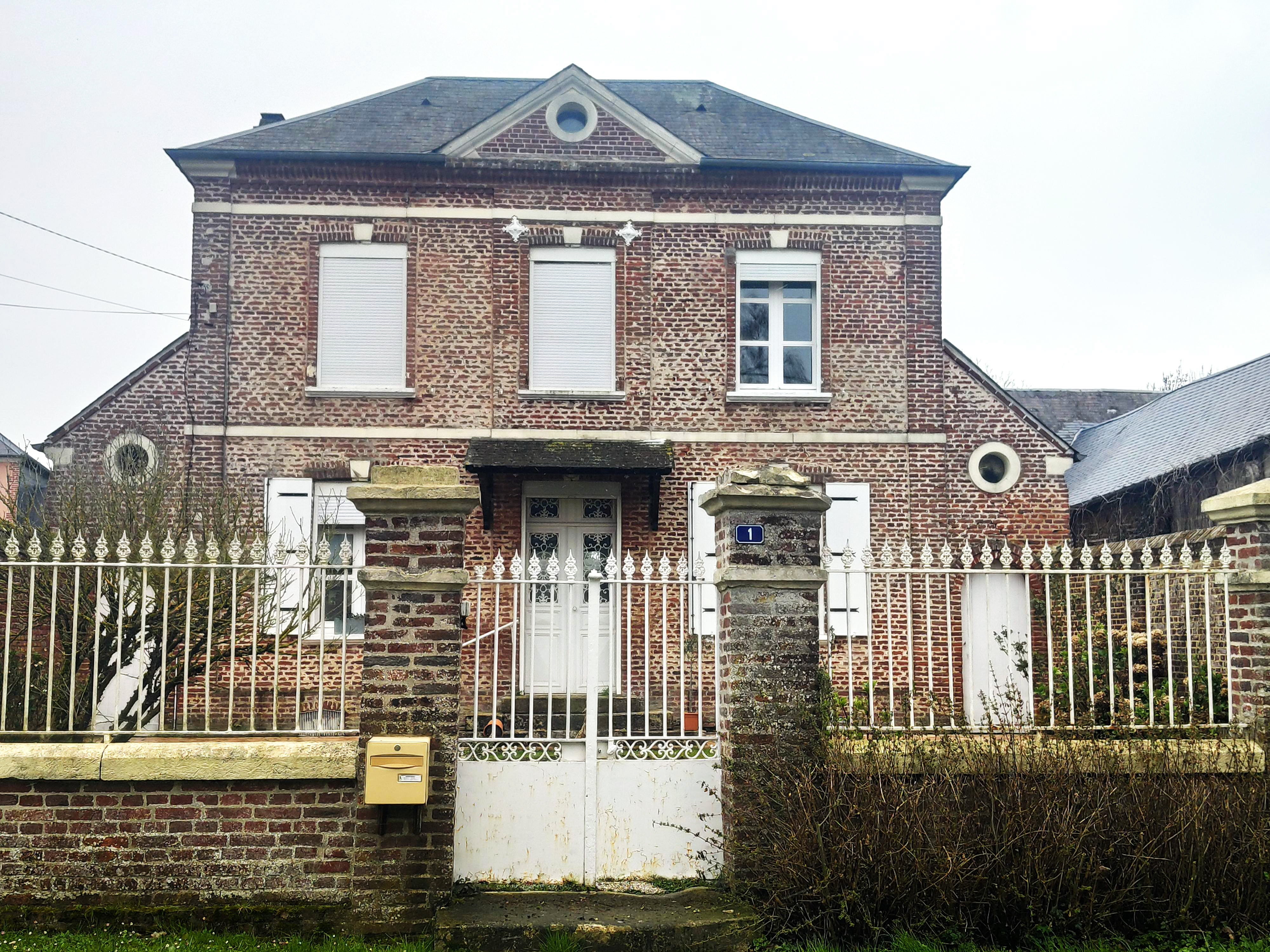
Maison bourgeoise.
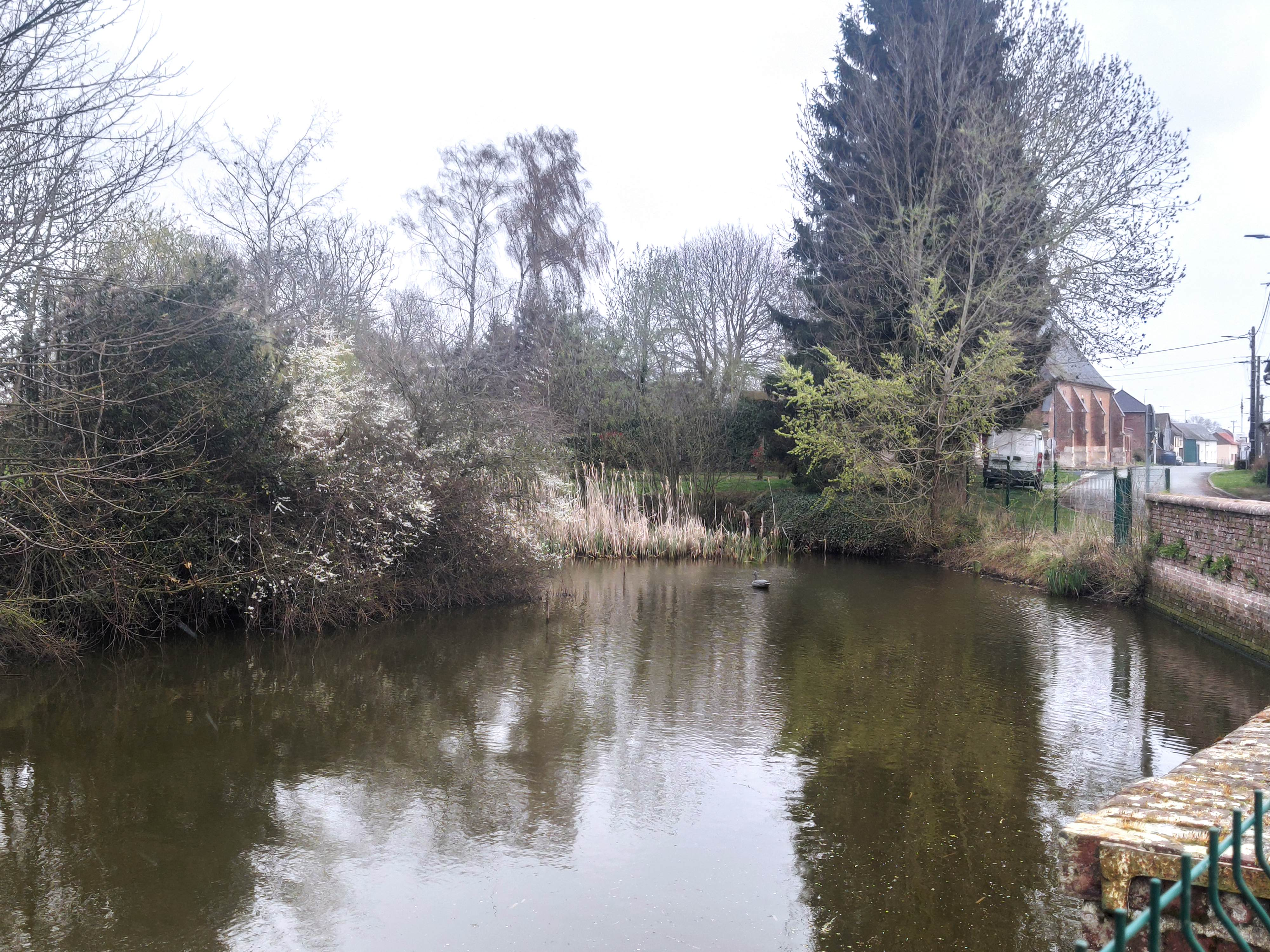
La mare